# Porotrichum bolivianum
Porotrichum bolivianum là một loài rêu trong họ Neckeraceae. Loài này được Müll. Hal. ex E. Britton mô tả khoa học đầu tiên năm 1896.